# Rocher de Dzaoudzi
Le rocher de Dzaoudzi est une presqu'île de l'île de Petite-Terre située à Mayotte.
Cette ancienne île est reliée à Petite-Terre par une chaussée appelée le boulevard des Crabes.
Le rocher de Dzaoudzi fait partie de la commune de Dzaoudzi et abrite le village du même nom.